# Associazione Calcio Sangiustese 2007-2008
Questa pagina raccoglie le informazioni riguardanti la società calcistica italiana Associazione Calcio Sangiustese nelle competizioni ufficiali della stagione 2007-2008.

## Risultati

### Serie D

#### Poule scudetto
| 11 maggio 2008 Turno preliminare - 1 giornata | Giacomense | 1 – 2 | Sangiustese |  |

| 18 maggio 2008 Turno preliminare - 3 giornata | Sangiustese | 0 – 0 | Figline |  |

| 25 maggio 2008 Semifinale - Andata | Sangiustese | 2 – 0 | San Felice Normanna |  |

| 1º giugno 2008 Semifinale - Ritorno | San Felice Normanna | 3 – 0 | Sangiustese |  |